# 和田八重造
和田 八重造（わだ やえぞう、1870年12月9日 - 1961年2月7日）は、日本の教育者、鉱物学者。

## 人物・来歴
奈良県出身。小学校卒業後、教員生活を続ける。第一高等学校助教授を1915年に退職、渡米してオーバリン大学、コロンビア大学、シカゴ大学において自然科学教育法を研究する。帰国後は第一高等学校、浦和高等学校 (旧制)、自由学園などでも教えた。息子は和田重正。 

## 著書
- 『鉱物界実験手引』大日本図書, 1914
- 『国民新理科書 尋常科 第4学年用』民友社, 1921
- 『尋常小学理科教授細目一覧表』民友社, 1921
- 『自然科学入門 改訂再版』和田八重造, 1923
- 『高等学校用鉱物学教科書』大日本図書, 1930
- 『我国中学理科教育の指導方針に就て』科学教育研究会, 1934
- 『実習生物学』教育研究会, 1949
- 『原色日本鉱物図鑑』風間書房, 1954

### 共著
- 『原色日本鉱物図譜』粟津秀幸共著. 松邑三松堂, 1936
- 『原色日本岩石図譜』粟津秀幸共著. 松邑三松堂, 1937　目黒書店, 1950
- 『原色岩石図譜』粟津秀幸 共著. 桐陰堂書店, 1954

### 翻訳
- ハンター『家庭科学』新生社, 1924
- ホームス, ギブス『人生生物学の基礎』島地威雄共訳. 教育研究会, 1942